# はっと
はっと（はっとうとも言う）は、茨城県と福島県の境にある八溝山周辺から、宮城県の大崎地方・栗原・登米地方、岩手県の一関・奥州市地方など、主に東北地方に伝わる郷土料理。
小麦粉に水を加えて良く練り、熟成させて薄く延ばした生地を茹で上げて、つるつる、もちもちとした食感に調理する。荏胡麻や大豆、枝豆などでつくった餡を餅のように絡める食べ方や、各地方独自の野菜や肉を入れたけんちん汁風にうどんの代用として加える食べ方などがある。後者の食べ方は「はっと汁」と呼ばれ、醤油出汁で味付けする（後述）。食感的にはすいとんより、餃子の皮、あるいはワンタンに似ている。

## 名前の由来
いくつかの由来がある。
殿様がこの料理を「ご法度」（禁令）とした説
- 登米地方では、小麦粉料理を好む農民が増え、米の生産を怠ることを憂えた殿様（領主）が、ご法度を発令したためと伝承されている（江戸時代、同地は仙台藩の米どころで、江戸への回米が藩財政を支えた）[1][2]。
- 第2代水戸藩主・徳川光圀が現在の茨城県大子町を訪れた際、財政改革の一環として団子汁全般を禁止した為[3]。
- あまりに美味しいので、食べた殿様が、平民が食べるのはご法度、と言った[4]。

起源となる料理が訛って付けられた説
- 平安時代に存在した菓子の「薄飩（はっとん）」から[5]。
- 岩手のはっとは1俵の小麦を精製すると五斗の小麦粉と三斗の表皮ができ、足して八斗になることから。[要出典]

## 主な「はっと」料理
法度汁
醤油仕立ての汁物に地域ならではの食材とはっとを加えた料理で、すいとんに似ており、その土地毎に調理法が異なる。宮城県の旧登米町では、具に特産の油麩を入れる傾向がある。
岩手県の北上盆地でも似たような小麦粉料理が存在する（「ひっつみ」参照）。
その名の通り、生地を引きちぎり汁に投げ入れて作られる（「はっと」は薄く延ばすところが特徴）。
また、そば粉を柳の葉の形にのばしたもの（そばはっと）を野菜たっぷりの汁に投じた「柳ばっと」と言われる郷土料理もある。
ずんだはっと
はっとを熱湯で茹で、餅のようにずんだ、小豆餡、エゴマなどに絡める食べ方も一般的である。
これらは、絡めたものの名前を採って「ずんだばっと」「小豆ばっと」などと呼ぶ（「ずんだはっと」のように濁らない読み方でも呼ばれる）。
はっと鍋
醤油ベースの出汁に魚介類や野菜を加え、はっとをうどんにアレンジした鍋で、岩手県の南部はっと鍋が有名。
はっとう
福島県の南会津地方の特産品で、そば粉ともち米を良く練って延ばし、ひし型に切ったものを茹で、じゅうねん（えごま）やきな粉につけて食べられる。

## その他
- 12月初旬に、宮城県登米市迫町中江中央公園（登米市役所前）において、全国のはっとに似た料理が集まる全国はっとフェスティバルが開催されている。また登米市のシティプロモーションとして“はっと”をテーマとする短編映像『Go! Hatto 登米無双』が制作され、 2016年11月より公開された[9]。なお、翌年の2017年11月には続編である「登米無双2」が公開されている。
- はっとを題材にした『はっとの唄』（詞・曲・唄：吉川団十郎、編曲：林建英）が存在する[10]。
- 岩手県奥州市では観光客誘致のため「奥州はっと」「はっとタウン奥州」と銘打ち、市内の飲食店・土産物店にてはっと料理を提供している[11]。